# Satoshi Tokizawa
Satoshi Tokizawa (常澤 聡 Tokizawa Satoshi?), född 31 juli 1985 i Gunma prefektur, är en japansk fotbollsspelare.
Tokizawa började sin karriär 2004 i Tokyo Verdy. Efter Tokyo Verdy spelade han för Thespakusatsu Gunma (Thespa Kusatsu), FC Tokyo, Montedio Yamagata och FC Gifu.